# Chen Fake

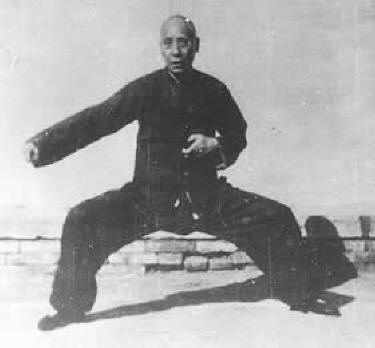
Chen Fake.

'''Chen Fake''' (陳發科, 陈发科, Chén Fākē, Ch'en Fa-k'e (Henan, 1887-1957) fue uno de los más grandes maestros de Taichi Chuan del siglo XX. Nació y creció en el pueblo de la familia Chen, Chenjiagou. Era el portaestandarte de la 17.ª generación de Taichi del estilo Chen y desarrolló el estilo Chen de Pekín (conocido por algunos como "Xinjia"). Su bisabuelo era el famoso maestro Chen Changxing, su abuelo Chen Genyun y su padre Chen Yangxi, también maestros reconocidos de Taichi.
Chen Fake fue un hombre legendario en el que se unían las virtudes de rectitud y honestidad, así como una técnica fuera de lo común. De tal modo que, aún hoy día, es un personaje renombrado en los círculos marciales chinos.

## Historia
Según los datos recogidos de su vida, de niño tenía una salud delicada y no era muy talentoso ni dispuesto para la práctica del Taichi. Sin embargo, cambió de actitud en un momento de su vida: tras haber oído hablar a algunos miembros de su familia sobre su pereza y desinterés por el Taichi y de la pena que sería que la gran cantidad de conocimientos y logros obtenidos a lo largo de los siglos por su familia desaparecieran, tomó conciencia de su responsabilidad en cuanto a heredero del linaje de sus antepasados y comenzó a practicar el Taichi de una manera mucho más intensa. Con un espíritu a toda prueba realizaba, según cuentan, no menos de 30 repeticiones diarias de la forma, así como 300 repeticiones del ejercicio de la pértiga. Gracias a este cambio de actitud y su fuerza de voluntad logró un nivel muy alto y llegó a ser uno de los grandes personajes de este arte milenario. Sus habilidades marciales eran especialmente elogiadas en su época. Su movimiento de "desenrollar seda" (espirales o rotaciones) era fuerte y suave al mismo tiempo.

A una temprana edad su fama comenzó a trascender fuera de distrito de Wen. Se cuentan numerosas anécdotas sobre su pericia marcial. En una ocasión, el "Señor de la guerra", Hang Fuqiu, atraído por la reputación de Chen Fake, quiso reclutarlo para su ejército personal; como éste declinó la oferta, Hang Fuqiu, ofendido, envió contra él a uno de sus hombres armado con una lanza. Chen Fake neutralizó fácilmente su ataque y, asiendo el arma con una mano, la sacudió desarmando a su adversario. Posteriormente, fue atacado por otro armado de una espada y, como se le prohibió usar las manos, lo desarmó con los pies. Después de haber vencido a varios instructores de artes marciales del ejército de Hang Fuqiu empezó a ser reconocido.

En el 1928 fue invitado a la capital de China, Pekín, para enseñar sus conocimientos sobre el Taichi Chuan. Se dice que fue el primero en hacer demostraciones en público, ya que este estilo estaba celosamente guardado y transmitido solo de maestro a discípulo. En estas demostraciones el maestro Chen dio a conocer las eficacias marciales del Taichi Chuan y el verdadero poder de la potencia interna, haciéndose famoso en la comunidad de artes marciales. 

Se cuenta que este mismo año, mientras Chen Zhaopi, su sobrino, regentaba la farmacia familiar en Pekín, existía una banda local comandada por los hermanos Li, que causaban numerosos disturbios en el área. A petición suya, Chen Fake acudió derrotando al más fuerte y restableciendo el orden en el barrio.

No obstante, Chen Fake era una persona modesta. A todos sus discípulos les inculcaba con su propio ejemplo que la grandeza de un maestro no radicaba sólo en sus prácticas, sino sobre todo en su calidad humana y su honestidad. De hecho, muchas de las anécdotas de su vida reflejan a un Chen Fake bondadoso y honesto que no se limitaba sólo a las victorias en los combates. 

Con el tiempo, la gente le empezó a llamar "Taiji Yi Ren" ("el mejor maestro de Taichi"). Después de muchos años de enseñanza en secreto dentro de la familia Chen, el estilo Chen fue reconocido y el gran maestro Chen Fake abrió, en 1953, el "Instituto Zhongzhou" para enseñar Taichi Chuan al gran público. Hasta el día de hoy, los artistas marciales internacionales le llaman "Quan Shen" (Santo Marcial).
Chen Fake es, junto a Chen Chanxing (Dajia o gran estructura) y Chen Youben (Xiaojia o pequeña estructura), uno de los innovadores del arte. Su práctica evolucionó ganando en complejidad. Aumentó el número de los movimientos originales, así como su dificultad enfatizando las técnicas de Qinna (luxaciones). Cuando su nuevo estilo llegó a Chenjiagou a través de sus propios discípulos, en la aldea comenzaron a denominarlo "Xinjia" (Nueva Escuela) para diferenciarlo de la corriente antigua (Laojia), representada mayormente por los seguidores de su sobrino, Chen Zhaopi. Los discípulos de Chen Fake llamaron al estilo de su maestro Chen de Pekín.

El maestro Chen Fake reconoció a 8 estudiantes suyos como discípulos en Pekín del estilo que creó: Tian Xiuchen, Lei Muni, Li Jongyin, Hong Junsheng, Li Jingwu, Xao Qingling, Feng Zhiqian, Chen Zhaokui.